# Салишки језици
Салишки језици су језичка породица која је заступљена у Северној Америци. Салишки народи насељавају северозападне америчке државе Вашингтон, Орегон, Ајдахо и Монтана, као и провинцију Британска Колумбија у Канади.
Неким салишким језицима говоре истоимени народи, док неким говори већи број народа, на пример халкомелемским језиком говори око 20 различитих народа.

## Име
Име Салишке породице језика потиче од аутонима народа Салиш или Флатхед, једног од салишких народа.

## Класификација
Салишка породица језика укључује 23 језика. Према студији из 1969. унутрашњи салишки језици су међусобно сроднији, него што су то обалски салишки језици.
Салишки језици:
- Белакулски
  - 1. Белакулски језик
- Приобални Салишки
  - A. Централноприобални Салишки 
    - 2. Комокшки језик
    - 3. Халкомелемски језик
    - 4. Лашутсидски језик
    - 5. Нуксачки језик
    - 6. Пентлачки језик
    - 7. Шишалски језик
    - 8. Сквомишки језик
    - 9. Клаламски језик
    - 10. Северномореуски језик
    - 11. Твански језик

  - B. Самосански 
    - i. Унутрашњосамосански 
      - 12. Каулички језик
      - 13. Горњо Шахејлишки језик

    - ii. Приобалносамосански 
      - 14. Доњо Шахејлишки језик
      - 15. Квинолтски језик

  - C. Тиламучки 
    - 16. Тиламучки језик
- Салишки Унутрашњости
  - A. Северни 
    - 17. Шушвапски језик
    - 18. Лилуетски језик
    - 19. Ингклакaпмански језик

  - B. Јужни 
    - 20. Кор дАлејнски језик
    - 21. Коламбијсковеначијски језик
    - 22. Оканоганскоколвилски језик
    - 23. Монтанскосалишки језик